# Hestur
Hestur este un sat din Insulele Faroe.